# پل لاتین
پل لاتین (به انگلیسی: Latin Bridge) که در دوران یوگسلاوی به عنوان پل امپراتوری شناخته می‌شد، یک پل عثمانی بر روی رودخانه میلجاکا است که در سارایوو قرار دارد.
 انتهای شمالی این پل محل ترور آرشیدوک فرانتس فردیناند توسط گاوریلو پرینسیپ در سال ۱۹۱۴ بود که بحران ژوئیه را آغاز کرد که در نهایت به وقوع جنگ جهانی اول منجر شد.

## تاریخ

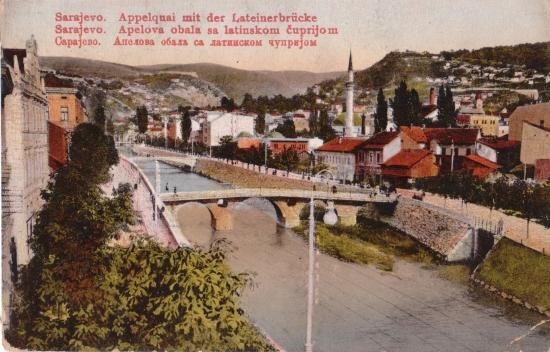
پل لاتین در سال ۱۹۱۳

این پل به این دلیل نام خود را دریافت کرد که ساحل سمت راست رودخانه میلجاکا را به محلهٔ کاتولیک نشین شهر متصل می‌کرد که در زمان عثمانی به‌طور غیررسمی «لاتینلک» نامیده می‌شد. این پل با توجه به پایه‌هایش، قدیمی‌ترین پل در میان پل‌های حفاظت شده شهر است. به نظر می‌رسد که این پل ابتدا از چوب ساخته شده بود.
سیل بزرگی در ۱۵ نوامبر ۱۷۹۱ به شدت به پل آسیب رساند و هزینه بازسازی آن توسط تاجری اهل سارایوو به نام عبدالله آقا بریگا تأمین شد.

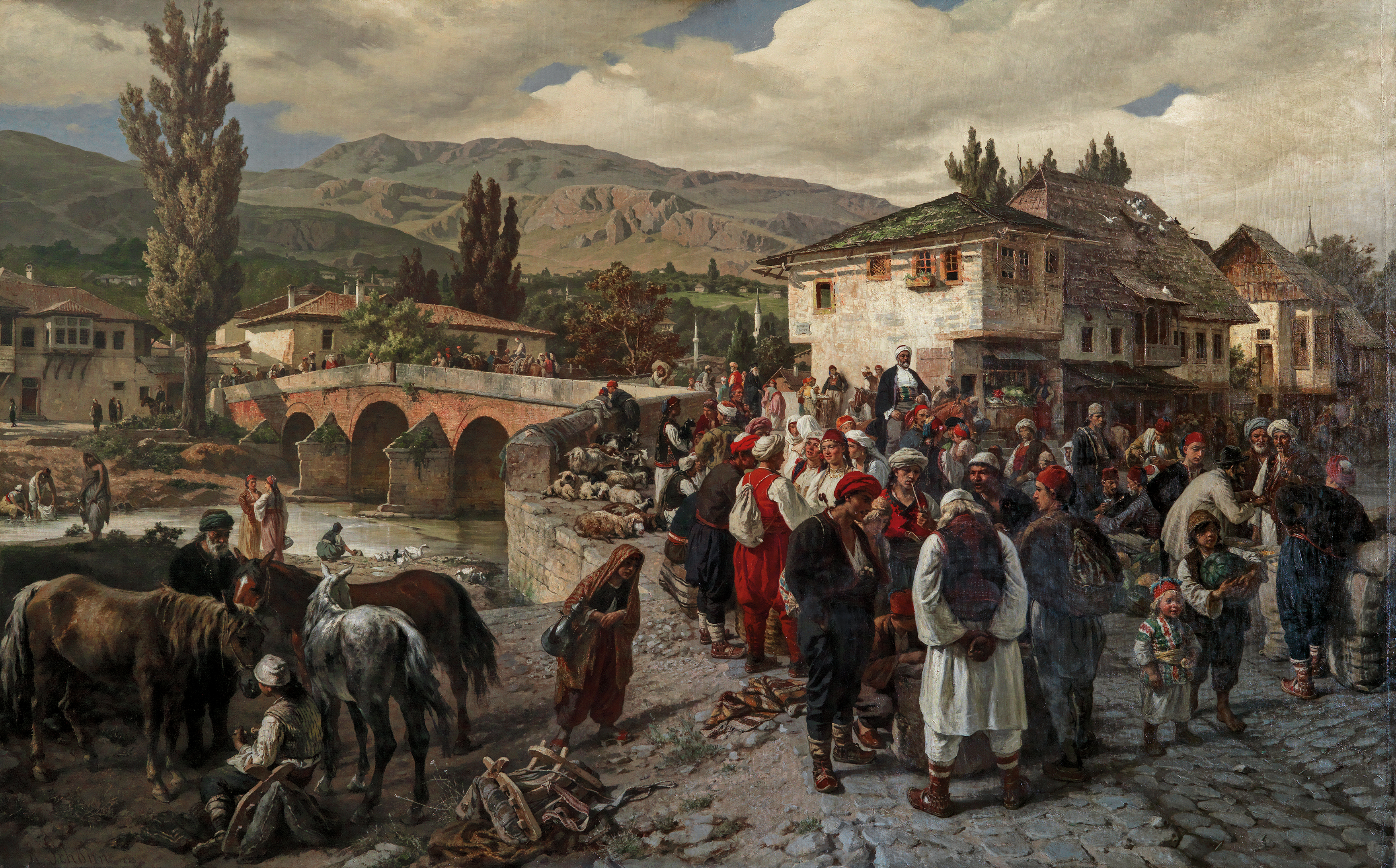
پل لاتین سارایوو در سال ۱۸۸۳

این پل دارای چهار طاق است و بر روی سه ستون مستحکم و خاکریز استوار شده‌است. این پل از سنگ و گچ ساخته شده‌اند.
در دوران یوگسلاوی، این پل بیشتر با نام پرینسیپوف شناخته می‌شد.

## ترور و شروع جنگ جهانی اول

نقشه‌ای از محل کشته شدن دوک اعظم بر روی پل

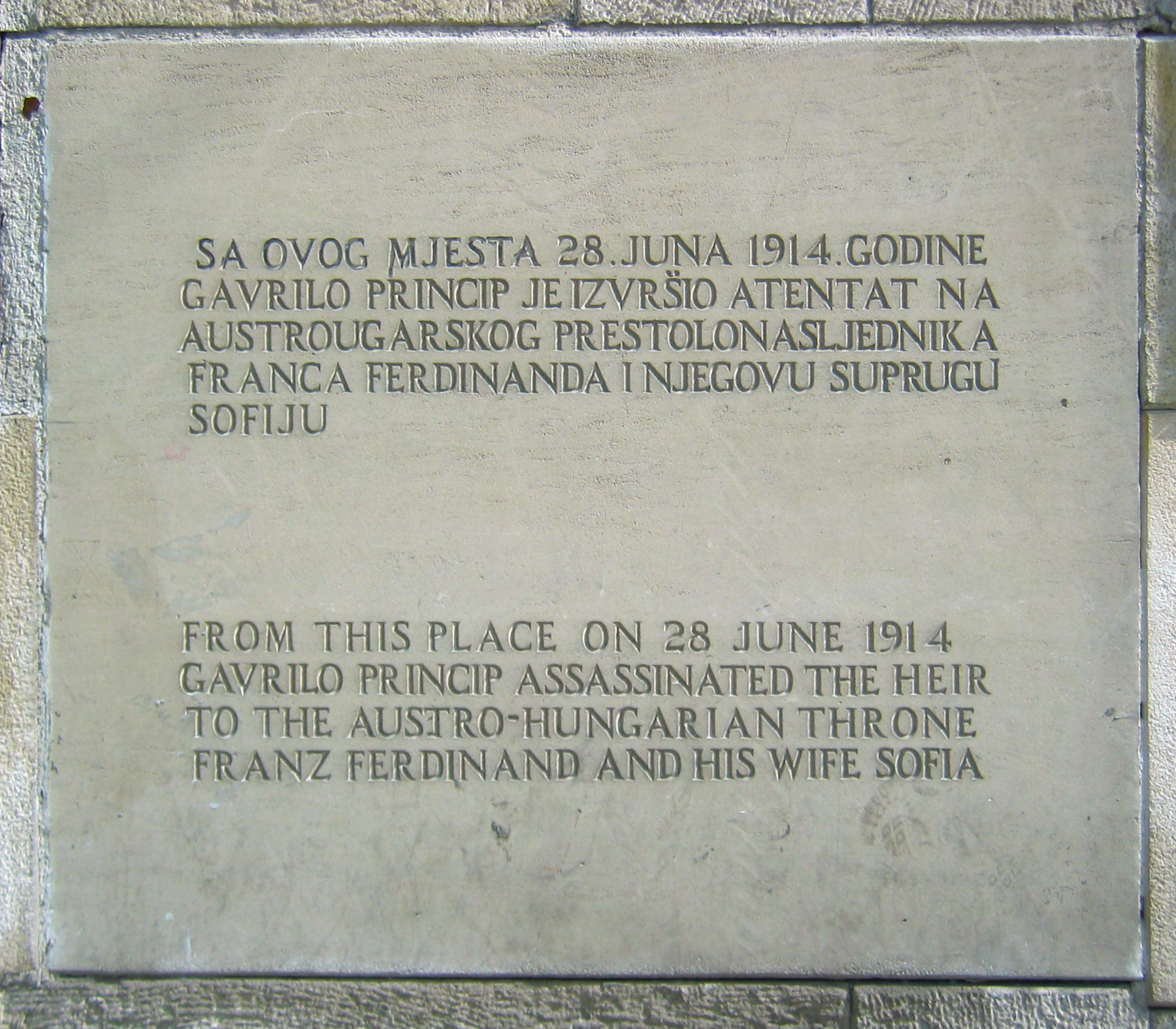
پلاک یادبود محل ترور سارایوو. در متن این پلاک، لحن زبان مورد استفاده با زبان دوران یوگسلاوی متفاوت است.

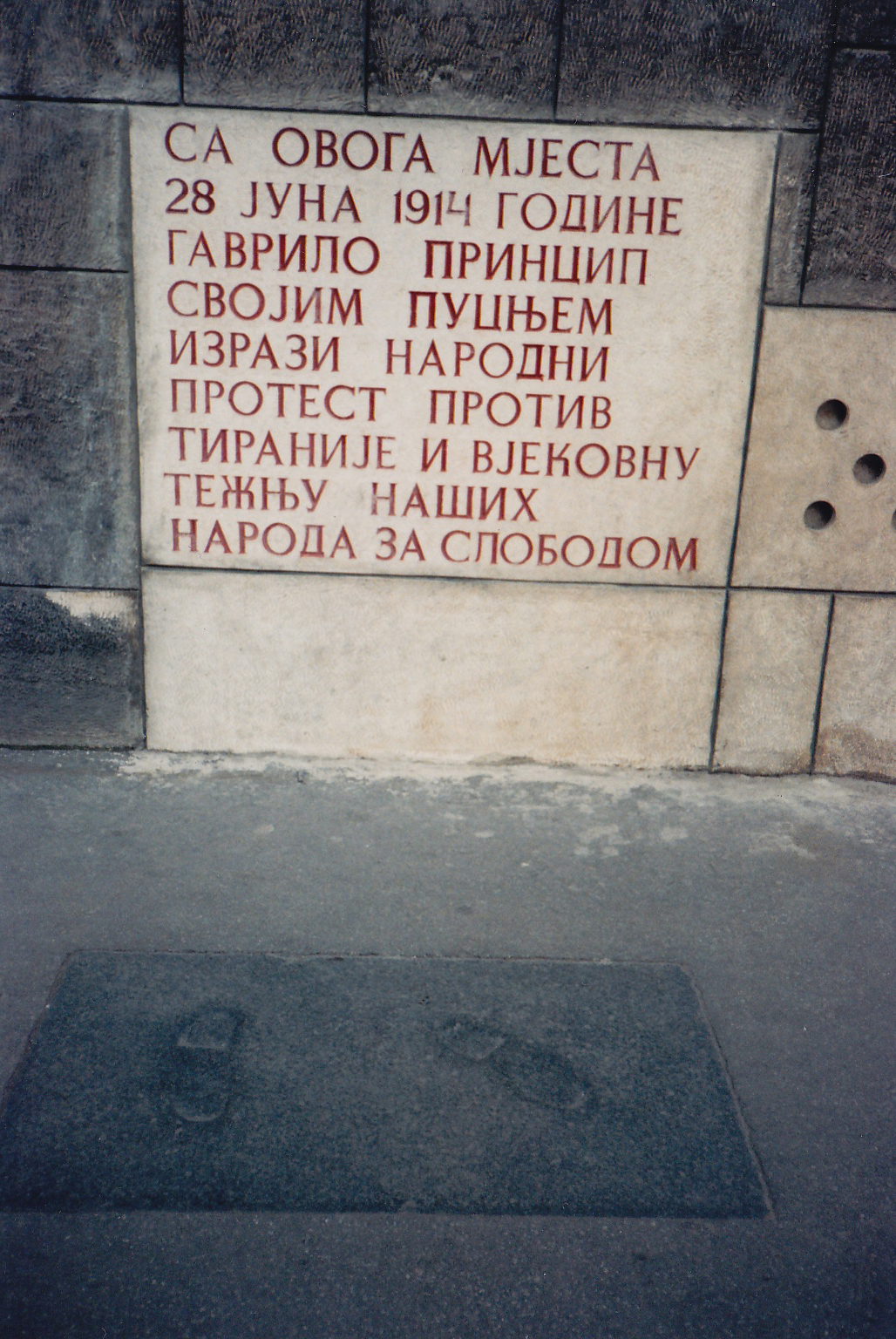
پلاک یادبود محل ترور سارایوو و گام‌های نخست گاوریلو (قبل از برداشتن گام‌ها در سال ۱۹۹۲ و تغییر پلاک از خط سیریلیک به لاتین)

در ۲۸ ژوئن ۱۹۱۴، در هنگام عبور از ساحل سمت راست به خیابان، گاوریلو پرینسیپ، فرانتس فردیناند، وارث تاج و تخت اتریش-مجارستان را به ضرب گلوله کشت. این دلیل اصلی آغاز جنگ جهانی اول بود. این پل در دوران یوگسلاوی به پرینسیپ تغییر نام داد. البته؛ این نام پس از جنگ‌های یوگسلاوی به پل لاتین بازگشت.

### شهادت دادن پرنسیپ در دادگاه
در جلسه دادرسی قضایی در ۱۲ اکتبر ۱۹۱۴، پرینسیپ محل تیراندازی را در طول بازجویی توصیف کرد و به پل اشاره کرد. در متن این نامه آمده‌است:
دادستان: آیا می‌دانستید که یک مسلمان وجود دارد؟
متهم: می‌دانستم، اما به من نگفت. یک شب دیدم‌اش. در روز ترور می‌خواستم کسی را پیدا کنم که قابل شناسایی نباشد و پسر دادستان، سوارا و یک اسپیریک را پیدا کردم. اول با اسپیریک قدم زدم. سپس سوارا را دعوت کردیم و راه رفتیم و دربارهٔ چیزهای معمولی صحبت کردیم. ابتدا در پارک بودیم و من می‌خواستم آنجا بمانم، اما آن‌ها می‌خواستند به کورسو (گردشگاه) بروند. نمی‌خواستم آنجا بمانم چون باید به محل کارم می‌رفتم؛ بنابراین به آنجا برگشتم و در اسکله قدم زدم و در محل تعیین شده بودم. اتومبیل رسید و من صدای انفجار یک بمب را شنیدم. می‌دانستم که آن یکی از ما است، اما نمی‌دانستم کدام یک. مردم شروع به دویدن کردند و من هم کمی دویدم و ماشین متوقف شد. فکر می‌کردم که کار تمام است و دیدم که آن‌ها کابرینوویچ را دارند. فکر می‌کردم او را خواهم کشت تا دیگر کسی چیزی نداند و بعد خودم را هم بکشم. این فکر را رها کردم، چون دیدم که اتومبیل‌ها از کنارم می‌گذرند. تا آن موقع دوک اعظم را ندیده بودم. به پل لاتین رفتم و بعد شنیدم که ترور موفقیت‌آمیز نبوده‌است. سپس به این فکر افتادم که کجا بایستم؛ زیرا می‌دانستم که او از خواندن آن در بوسانسکا پستا (پست بوسنیایی) و تاگبلات به کجا خواهد رفت. بعد دیدم خانمی با او نشسته‌است؛ اما چون آن قدر تند می‌گذشتند نمی‌دانستم نشسته‌است یا نه. بعد ایستادم و یکی از آن‌ها به طرفم آمد و شانه‌ام را لمس کرد و گفت: «می‌بینی چقدر خنگ هستند؟». من ساکت بودم. او مرا صدا زد و چون فکر می‌کردم جاسوس است فکر کردم می‌خواهد چیزی از من بگیرد. یکی از بستگان او جاسوس است، بنابراین من فکر کردم که او هم جاسوس است. نمی‌دانم نزدیک من بود یا نه، اما بعد اتومبیل آمد و تپانچه را درآوردم و از فاصله چهار یا پنج قدمی دو بار به طرف فردیناند شلیک کردم.